# Adriana Reid
Adriana Reid (São Paulo, 6 de setembro de 1978) é uma jornalista brasileira

## Carreira
Descendente de escoceses, formou-se em Jornalismo pelas Faculdades Integradas Alcântara Machado (FIAM), em 2003. Neste ano estreou como repórter na Transamérica FM e, logo após, passou a apresentar os boletins da 89 FM. No ano seguinte, em 2004, foi repórter na AllTV e atuou como repórter de telejornais na Band e na BandNews, o canal de notícias do Grupo Bandeirantes.
Em 2005, ingressou para o jornalismo da Rede Record, onde passou a comandar, junto com Rodolpho Gamberini, o SP Record, noticiário noturno exibido para o estado de São Paulo. Em setembro de 2007, passou a comandar o Tempo News, telejornal que trazia notícias da previsão do tempo na Record News, canal de notícias da Rede Record. Nesse período, Adriana conciliava a função como a de "moça do tempo" do Jornal da Record.
Em 2010, substituindo Luciana Liviero, assumiu a apresentação do Record Notícias, telejornal do horário do almoço da Rede Record exibido para São Paulo. Até então, e desde 2009, apresentava o Direto da Redação, também local e exibido no começo das manhãs, abrindo a programação da emissora.
Em outubro de 2012, passou a apresentar o Fala Brasil, substituindo Carla Cecato e fazendo dupla com Roberta Piza. Em julho de 2013, Adriana deixou a apresentação do matutino para cobrir as férias de Fabiana Scaranzi no Domingo Espetacular e foi substituída efetivamente por Carla Cecato. Já Adriana foi transferida para a apresentação do Jornal da Record, aos sábados.
Em agosto de 2013, infeliz com o pouco espaço no jornalismo da emissora, deixa a RecordTV. em 5 de junho de 2014, a Band contrata Adriana Reid para a cobertura da Copa do Mundo no Brasil e também comandar os programas BandSports News e Band Esporte Clube no canal a cabo BandSports. Em 4 de maio de 2017, ela deixou a emissora.
Em setembro de 2019, Adriana foi contratada pela Rádio Jovem Pan como nova apresentadora do Jornal da Manhã 2ª edição. Em Novembro de 2020, Reid assumiu a apresentação da 1ª edição, no lugar de Kallyna Sabino.
Adriana Reid comunicou sua decisão de deixar a Jovem Pan após completar quatro anos de trabalho na emissora. Durante esse período, a jornalista atuou como âncora do Jornal da Manhã desde 2019. Em seu relato, Adriana destacou os desafios de acordar de madrugada todos os dias, inclusive em feriados e finais de semana, para apresentar o programa sem intervalos, uma rotina que acabou impactando negativamente sua saúde. Diante disso, ela optou por encerrar sua jornada na emissora em busca de um equilíbrio entre vida profissional e bem-estar pessoal.

## Filmografia
| Ano       | Título             | Função            | Notas       | Emissora          |
| --------- | ------------------ | ----------------- | ----------- | ----------------- |
| 2004      | Jornal da Band     | Repórter          |             | Rede Bandeirantes |
| 2004      | Jornal BandNews    | Repórter          |             | BandNews TV       |
| 2005–07   | SP Record          | Apresentadora     |             | Record            |
| 2007–08   | Tempo News         | Apresentadora     |             | Record News       |
| 2007–08   | Jornal da Record   | Previsão do tempo |             | Record            |
| 2009–12   | Direto da Redação  | Apresentadora     |             | Record            |
| 2010–12   | Record Notícias    | Apresentadora     |             | Record            |
| 2012–13   | Fala Brasil        | Apresentadora     |             | Record            |
| 2013      | Jornal da Record   | Apresentadora     | Aos sábados | Record            |
| 2014–16   | Band Esporte Clube | Apresentadora     |             | Rede Bandeirantes |
| 2014–17   | BandSports News    | Apresentadora     |             | BandSports        |
| 2021–2023 | Jornal da Manhã    | Apresentadora     |             | Jovem Pan News    |

## Rádio
| Ano       | Título                | Função        | Notas           |
| --------- | --------------------- | ------------- | --------------- |
| 2003      | Transamérica Notícias | Repórter      | Transamérica FM |
| 2003–04   | Boletim 89            | Apresentadora | 89 FM           |
| 2019–2023 | Jornal da Manhã       | Apresentadora | Jovem Pan       |